# Łukasz Fabiański
Łukasz Marek Fabiański (pronunciado /wúcash fabiañski/ en fonética española; Kostrzyn nad Odrą, 18 de abril de 1985) es un futbolista polaco que juega de portero y se encuentra sin equipo tras abandonar el West Ham United F. C.
Internacional con Polonia desde 2006, Fabiański ha representado a su país en más de 50 ocasiones y fue incluido en el plantel que jugó la Copa del Mundo de la FIFA 2006 y la UEFA Euro 2016, luego de que en esta copa, en el primer encuentro del grupo el arquero titular, Wojciech Szczęsny, se lesionara.

## Trayectoria

### Inicios
Fabiański nació en Kostrzyn nad Odrą, en el voivodato de Lubusz. Tras iniciar su carrera en el Polonia Słubice, Fabiański se incorporó a los 14 años a la conocida academia de fútbol independiente MSP Szamotuły, donde perfeccionó sus habilidades futbolísticas. Fabiański fue entonces fichado en la temporada 2004-05 por el Lech Poznań.

### Legia de Varsovia
En el invierno de 2005, Fabiański fue fichado por el Legia de Varsovia, donde compitió con Artur Boruc por un puesto en el equipo. Tras la venta de Boruc al Celtic, Fabiański se hizo con el puesto de portero titular el 24 de julio de 2005 en un partido contra el Arka Gdynia, que terminó 0-0. La temporada siguiente, ayudó al Legia a ganar la Ekstraklasa 2005-06. Fue titular en los 30 partidos de la campaña, en los que recibió 17 goles.
En las temporadas 2005-06 y 2006-07, sus actuaciones le llevaron a recibir el "Oscar del Fútbol" al mejor portero de la Ekstraklasa.

### Arsenal
El 8 de mayo de 2007, Fabiański se sometió a pruebas médicas en Londres después de que el Arsenal acordara un traspaso con el Legia de Varsovia por un valor aproximado de 2.1 millones de libras. El 11 de mayo de 2007, el entrenador del Arsenal, Arsène Wenger, confirmó el fichaje. Fabiański firmó formalmente con el Arsenal el 26 de mayo con un contrato de larga duración. Debutó con el club en una victoria por 2-0 en la Copa de la Liga contra el Newcastle el 25 de septiembre de 2007. Esa misma temporada debutó en la liga contra el Derby County.
En los inicios de la carrera del Arsenal, dos de sus apariciones más notables se produjeron en la derrota por 5-1 ante su rival, el Tottenham Hotspur, en la semifinal de la Copa de la Liga 2007-08, y en el partido de ida de los octavos de final de la Liga de Campeones 2009-10 contra el Porto. Fabiański recibió críticas por encajar goles blandos en el partido con el Porto, ya que se marcó un gol en propia puerta y se le culpó del segundo gol tras recoger un pase de espaldas de Sol Campbell, y el Porto marcó en el tiro libre resultante. En enero de 2010, Arsène Wenger afirmó que Łukasz Fabiański podría convertirse en uno de los mejores porteros de la Premier League.
Fabiański jugó los últimos cuatro partidos con el Arsenal en la temporada 2009-10 después de que el portero titular, Manuel Almunia, sufriera una lesión en la muñeca. Fue criticado por encajar goles blandos en las derrotas ante el Wigan Athletic y el Blackburn Rovers, pero mantuvo la portería a cero en los partidos en casa ante el Manchester City y Fulham.

#### Temporada 2010-11
Fabiański comenzó la temporada 2010-11 como segundo arquero del Arsenal. EL 21 de septiembre de 2010, hizo su primera aparición en la temporada en un encuentro por la Copa de la Liga contra sus vecinos del Tottenham Hotspur en White Hart Lane, donde Arsenal ganó 4-1 en el tiempo extra. Fabiański casi  le costó el partido a Arsenal, cuando el fallo en detener un tiro de larga distancia de Robbie Keane. Luego del encuentro declaró que estaba decepcionado por la acción. Una semana después reemplazó al lesionado Manuel Almunia en la Liga de Campeones de la UEFA, en la victoria de visita 3-1 ante Partizan. Atajó el segundo penalti del partido pateado por Cléo, en el segundo tiempo. Luego desvió una clara oportunidad de Ivica Iliev antes del pitido final. Mantuvo el arco en cero en la victoria 3-0 contra Manchester CIty, y evitando muchos ataques rivales. Luego del encuentro contra el City, Wenger declaró que el portero podría convertirse en titular, luego de sus impresionantes actuaciones desde el partido contra Partizan.
El 7 de noviembre de 2010, Fabiański fue duramente criticado por un error que le costó al Arsenal la derrota de local ante Newcastle United. Sin embargo, en el próximo encuentro de Premier League ante Wolverhampton Wanderers tuvo una fuerte actuación, manteniendo la valla en cero, además evitó el empate en una salvada de último minuto e iniciando con un pase largo el contraataque del Arsenal para marcar el segundo gol. Luego del encuentro contra los lobos, Arsenal enfrentó a Everton, donde Fabiański recibió el premio de jugador del partido por parte de Sky Sports.
Fabiański se lesionó antes del encuentro crucial del Arsenal contra Manchester United, pero regresando ante el también importante encuentro ante sus rivales de Londres, el Chelsea, realizando grandes atajadas para ayudar al Arsenal ganar por 3-1. El 5 de enero de 2011, sufrió una lesión en el hombro que lo marginó del resto de la temporada, siendo reemplazado por Wojciech Szczęsny. Durante este periodo, su compatriota polaco Szczęsny, fue la primera opción para el arco del Arsenal.

#### Temporada 2011-12
Fabiański pasó la temporada 2011-12 siendo suplente de Wojciech Szczęsny. Jugó por primera vez en la temporada ante Shrewsbury Town en la Copa de  la Liga.
El 6 de diciembre de 2011, Fabiański fue titular en el encuentro de la fase de grupos por la Liga de Campeones de la UEFA, contra Olympiacos, pero fue reemplazado a los 25 minutos por una lesión en la rodilla.

#### Temporada 2012-13
Las lesiones limitaron la presencia en cancha de Fabiański durante la temporada 2012-13, donde solo fue suplente de Szczęsny en la Premier League. En marzo de 2013, luego de una caída de Szczęsny,  Fabiański fue titular en el encuentro de vuelta del Arsenal por los dieciseisavos de  la Liga de Campeones de la UEFA ante Bayern Múnich. Mantuvo el arco en cero, y Arsenal ganó por 2-0, retuvo su lugar en el equipo y estuvo el 16 de marzo en el encuentro contra Swansea City, donde otra vez el marcador fue una victoria por 2-0. Fabiański fue titular en los próximos tres encuentros por la Premier ante: Reading, West Bromwich Albion y Norwich City. Sin embargo, una lesión en el encuentro ante Norwich, permitió que Szczęsny regresara a la titularidad y reclamar su lugar como primer arquero.

#### Temporada 2013-14
Durante la temporada 2013-14, Fabiański fue el arquero titular para los encuentros de la FA Cup y la Copa de la Liga, y con Szczęsny como titular en los encuentros por la Premier League y la Liga de Campeones de la UEFA.
El 19 de febrero de 2014, Fabiański entró al minuto 37 en derrota por la Liga de Campeones por 2-0 ante Bayern Múnich, luego de que Szczęsny fuera expulsado por una falta a Arjen Robben. Con Szczęsny suspendido, Fabiański fue el titular para el encuentro de vuelta y atajó el último penal de Thomas Müller para Bayern. El equipo alemán ganó 3-1 en el global.
El 12 de abril, Fabiański atajó los penales de Gary Caldwell y Jack Collison en la tanda de penales por la semifinal de la FA Cup contra Wigan Athletic, donde Arsenal se quedó con la victoria. jugó su único partido de la temporada por la Premier League en la última jornada, el 11 de mayo ante Norwich City, mantuvo el arco en cero en la victoria por 2-0, y este resultado causó el descenso del Norwich. Seis días después, Fabiański fue titular en Wembley, en la final de la FA Cup, donde el Arsenal derrotó a Hull CIty 3-2 en el agregado.

### Swansea City
EL 29 de mayo, se anunció que Fabiański se uniría a Swansea City cuando su contrato por Arsenal terminaba el 1 de julio, luego de rechazar ofertas del club. Dijo sobre su transferencia, "La mayor razón de por qué vine a Swansea, es por que quiero ser el arquero número 1". Debutó por el club el 16 de agosto, en la victoria por 2-1 al Manchester United en Old Trafford por la primera jornada de la Premier League. El 7 de diciembre de 2014, Fabiański fue expulsado en la derrota del Swansea por 3-1 ante West Ham united, por una falta a Diafra Sakho.
El 11 de mayo de 2015, Fabiański  mantuvo la portería en cero y fue nombrado jugador del partido en la victoria por la mínima ante Arsenal, en su regreso al Emirates Stadium. El 6 de julio, Fabiański firmó un contrato por cuatro años para Swansea, que lo mantendría en el club hasta junio de 2019.
Fabiański jugó todos los 38 encuentros del Swansea por la Premier League en la temporada 2017-18.  y fue elegido como jugador de la temporada por los simpatizantes del club. Aunque sus actuaciones no lograron que el Swansea descendiera a la Championship ese año.

### West Ham United
El 20 de junio de 2018, el club de la Premier League West Ham anunció el traspaso de Fabiański por 7 millones de libras. Firmó un contrato de tres años con el club. Fabiański, el primer polaco en jugar en el primer equipo del West Ham, se instaló como portero titular al inicio de la temporada 2018-19. El 4 de diciembre de 2018, Fabiański paró su primer penalti como portero del West Ham, al detener el lanzamiento de Joe Ralls en la victoria por 3-1 ante el Cardiff City. Por sus actuaciones a lo largo de la temporada, en la que estuvo siempre presente, fue nombrado Hammer del Año.
En septiembre de 2019, sufrió una lesión de cadera. Durante su ausencia, Roberto Jiménez y David Martin sustituyeron a Fabiański.
En marzo de 2021, Fabiański amplió su contrato con el West Ham hasta junio de 2022.

## Selección nacional

Fabiański jugando con Polonia contra Portugal en la Eurocopa 2016

Tras representar a Polonia con regularidad en la categoría sub-21, las actuaciones de Fabiański con el Legia de Varsovia hicieron que pronto debutara con la selección absoluta en un amistoso contra Arabia Saudita el 29 de marzo de 2006.
Fabiański formó parte de la selección de Polonia para la Copa Mundial de la FIFA 2006, siendo el suplente de Artur Boruc y Tomasz Kuszczak. Durante la campaña de clasificación para la Eurocopa 2008, participó en una ocasión, jugando los 90 minutos en el empate a domicilio de Polonia contra Serbia (2-2) el 21 de noviembre de 2007. En septiembre de 2008, Fabiański sustituyó al sancionado Boruc en los partidos de clasificación para el Mundial de 2010 contra San Marino y Eslovenia. También jugó en otro partido de clasificación contra San Marino en abril de 2009.
A pesar de llegar a la Eurocopa 2016 como suplente de Wojciech Szczęsny, una lesión en el primer partido del torneo hizo que Fabiański se convirtiera en la primera opción para el resto del torneo. En los dos partidos restantes de la fase de grupos, contra la campeona del mundo, Alemania, y contra Ucrania, mantuvo su portería a cero. Luego mantuvo su puesto en la victoria de Polonia sobre Suiza en octavos de final, antes de perder en la tanda de penaltis contra Portugal, a la postre campeona.

### Participaciones en Copas del Mundo
| Mundial                        | Sede     | Resultado    |
| ------------------------------ | -------- | ------------ |
| Copa Mundial de Fútbol de 2006 | Alemania | Primera fase |
| Copa Mundial de Fútbol de 2018 | Rusia    | Primera fase |

### Participaciones en Eurocopas
| Eurocopa      | Sede            | Resultado        |
| ------------- | --------------- | ---------------- |
| Eurocopa 2008 | Austria y Suiza | Primera fase     |
| Eurocopa 2016 | Francia         | Cuartos de final |
| Eurocopa 2020 | Europa          | Primera fase     |

### Partidos y goles internacionales
Actualizado hasta el 11 de octubre de 2018.
| Partidos y goles internacionales | Partidos y goles internacionales | Partidos y goles internacionales                                   | Partidos y goles internacionales | Partidos y goles internacionales | Partidos y goles internacionales | Partidos y goles internacionales                             | Partidos y goles internacionales |
| #                                | Fecha                            | Estadio                                                            | Local                            | Resultado                        | Visita                           | Competición                                                  |                                  |
| -------------------------------- | -------------------------------- | ------------------------------------------------------------------ | -------------------------------- | -------------------------------- | -------------------------------- | ------------------------------------------------------------ | -------------------------------- |
| 2006                             |                                  |                                                                    |                                  |                                  |                                  |                                                              |                                  |
| 1                                | 28 de marzo                      | Estadio Rey Fahd, Riad                                             | Arabia Saudita                   | 1 – 2                            | Polonia                          | Amistoso                                                     |                                  |
| 2                                | 2 de mayo                        | GIEKSA Arena, Bełchatów                                            | Polonia                          | 0 – 1                            | Lituania                         | Amistoso                                                     |                                  |
| 3                                | 6 de diciembre                   | Estadio Jeque Zayed, Abu Dabi                                      | Emiratos Árabes Unidos           | 2 – 5                            | Polonia                          | Amistoso                                                     |                                  |
| 2007                             |                                  |                                                                    |                                  |                                  |                                  |                                                              |                                  |
| 4                                | 3 de febrero                     | Estadio Municipal de Chapín, Jerez de la Frontera                  | Polonia                          | 4 – 0                            | Estonia                          | Amistoso                                                     |                                  |
| 5                                | 17 de noviembre                  | Estadio de Silesia, Chorzów                                        | Polonia                          | 0 – 1                            | Hungría                          | Amistoso                                                     |                                  |
| 6                                | 21 de noviembre                  | Estadio Estrella Roja, Belgrado                                    | Serbia                           | 2 – 2                            | Polonia                          | Clasificación para la Eurocopa 2008                          |                                  |
| 2008                             |                                  |                                                                    |                                  |                                  |                                  |                                                              |                                  |
| 7                                | 6 de febrero                     | Estadio GSZ, Lárnaca                                               | República Checa                  | 0 – 2                            | Polonia                          | Amistoso                                                     |                                  |
| 8                                | 27 de mayo                       | Stadion an der Kreuzeiche, Reutlingen                              | Polonia                          | 1 – 0                            | Albania                          | Amistoso                                                     |                                  |
| 9                                | 20 de agosto                     | Estadio Ukraina, Lviv                                              | Ucrania                          | 1 – 0                            | Polonia                          | Amistoso                                                     |                                  |
| 10                               | 6 de septiembre                  | Estadio Municipal de Breslavia, Breslavia                          | Polonia                          | 1 – 1                            | Eslovenia                        | Clasificación de UEFA para la Copa Mundial de Fútbol de 2010 |                                  |
| 11                               | 10 de septiembre                 | Estadio Olímpico de San Marino, Serravalle                         | San Marino                       | 0 – 2                            | Polonia                          | Clasificación de UEFA para la Copa Mundial de Fútbol de 2010 |                                  |
| 12                               | 19 de noviembre                  | Croke Park, Dublín                                                 | Irlanda                          | 2 – 3                            | Polonia                          | Amistoso                                                     |                                  |
| 2009                             |                                  |                                                                    |                                  |                                  |                                  |                                                              |                                  |
| 13                               | 6 de septiembre                  | Complejo de Vila Real de Santo António, Vila Real de Santo António | Gales                            | 0 – 1                            | Polonia                          | Amistoso                                                     |                                  |
| 14                               | 10 de octubre                    | Estadio Municipal de Kielce, Kielce                                | Polonia                          | 10 – 0                           | San Marino                       | Clasificación de UEFA para la Copa Mundial de Fútbol de 2010 |                                  |
| 2010                             |                                  |                                                                    |                                  |                                  |                                  |                                                              |                                  |
| 15                               | 2 de junio                       | Kufstein Arena, Kufstein                                           | Polonia                          | 0 – 0                            | Serbia                           | Amistoso                                                     |                                  |
| 16                               | 11 de agosto                     | Estadio Municipal Florian Krygier, Szczecin                        | Polonia                          | 0 – 3                            | Camerún                          | Amistoso                                                     |                                  |
| 17                               | 17 de noviembre                  | Estadio Municipal de Poznan, Poznan                                | Polonia                          | 3 – 1                            | Costa de Marfil                  | Amistoso                                                     |                                  |
| 2011                             |                                  |                                                                    |                                  |                                  |                                  |                                                              |                                  |
| 18                               | 7 de octubre                     | Estadio Mundialista de Seúl, Seúl                                  | Corea del Sur                    | 2 - 2                            | Polonia                          | Amistoso                                                     |                                  |
| 19                               | 11 de octubre                    | BRITA-Arena, Wiesbaden                                             | Polonia                          | 2 - 0                            | Bielorrusia                      | Amistoso                                                     |                                  |
| 20                               | 15 de noviembre                  | Estadio Municipal de Poznan, Poznan                                | Polonia                          | 2 - 1                            | Hungría                          | Amistoso                                                     |                                  |
| 2012                             |                                  |                                                                    |                                  |                                  |                                  |                                                              |                                  |
| 21                               | 22 de mayo                       | Wörthersee Stadion, Klagenfurt                                     | Polonia                          | 1 - 0                            | Letonia                          | Amistoso                                                     |                                  |
| 2014                             |                                  |                                                                    |                                  |                                  |                                  |                                                              |                                  |
| 22                               | 18 de noviembre                  | Estadio Municipal de Białystok, Białystok                          | Polonia                          | 2 - 2                            | Suiza                            | Amistoso                                                     |                                  |
| 2015                             |                                  |                                                                    |                                  |                                  |                                  |                                                              |                                  |
| 23                               | 29 de marzo                      | Estadio Aviva, Dublín                                              | Irlanda                          | 1 - 1                            | Polonia                          | Clasificación para la Eurocopa 2016                          |                                  |
| 24                               | 13 de junio                      | Estadio Nacional de Varsovia, Varsovia                             | Polonia                          | 4 - 0                            | Georgia                          | Clasificación para la Eurocopa 2016                          |                                  |
| 25                               | 4 de septiembre                  | Commerzbank-Arena, Fráncfort                                       | Alemania                         | 3 - 1                            | Polonia                          | Clasificación para la Eurocopa 2016                          |                                  |
| 26                               | 7 de septiembre                  | Estadio Nacional de Varsovia                                       | Polonia                          | 8 - 1                            | Gibraltar                        | Clasificación para la Eurocopa 2016                          |                                  |
| 27                               | 8 de octubre                     | Hampden Park, Glasgow                                              | Escocia                          | 2 - 2                            | Polonia                          | Clasificación para la Eurocopa 2016                          |                                  |
| 28                               | 11 de octubre                    | Estadio Nacional de Varsovia, Varsovia                             | Polonia                          | 2 - 1                            | Irlanda                          | Clasificación para la Eurocopa 2016                          |                                  |
| 2016                             |                                  |                                                                    |                                  |                                  |                                  |                                                              |                                  |
| 29                               | 23 de marzo                      | Estadio Municipal de Poznan, Poznan                                | Polonia                          | 1 - 0                            | Serbia                           | Amistoso                                                     |                                  |
| 30                               | 6 de junio                       | Estadio Henryk Reyman, Cracovia                                    | Polonia                          | 0 - 0                            | Lituania                         | Amistoso                                                     |                                  |
| 31                               | 16 de junio                      | Estadio de Francia, Saint-Denis                                    | Alemania                         | 0 - 0                            | Polonia                          | Eurocopa 2016                                                |                                  |
| 32                               | 21 de junio                      | Stade Vélodrome, Marsella                                          | Ucrania                          | 0 - 1                            | Polonia                          | Eurocopa 2016                                                |                                  |
| 33                               | 25 de junio                      | Estadio Geoffroy-Guichard, Saint-Étienne                           | Suiza                            | 1 - 1(5-6)                       | Polonia                          | Eurocopa 2016                                                |                                  |
| 34                               | 30 de junio                      | Stade Vélodrome, Marsella                                          | Polonia                          | 1 - 1(4-6)                       | Portugal                         | Eurocopa 2016                                                |                                  |
| 35                               | 4 de septiembre                  | Astana Arena, Astana                                               | Kazajistán                       | 2 - 2                            | Polonia                          | Clasificación de UEFA para la Copa Mundial de Fútbol de 2018 |                                  |
| 36                               | 8 de octubre                     | Estadio Nacional de Varsovia, Varsovia                             | Polonia                          | 3 - 2                            | Dinamarca                        | Clasificación de UEFA para la Copa Mundial de Fútbol de 2018 |                                  |
| 37                               | 11 de octubre                    | Estadio Nacional de Varsovia, Varsovia                             | Polonia                          | 2 - 1                            | Armenia                          | Clasificación de UEFA para la Copa Mundial de Fútbol de 2018 |                                  |
| 38                               | 11 de noviembre                  | Arena Națională, Bucarest                                          | Rumania                          | 0 - 3                            | Polonia                          | Clasificación de UEFA para la Copa Mundial de Fútbol de 2018 |                                  |
| 2017                             |                                  |                                                                    |                                  |                                  |                                  |                                                              |                                  |
| 39                               | 26 de marzo                      | Estadio Pod Goricom, Podgorica                                     | Montenegro                       | 1-2                              | Polonia                          | Clasificación de UEFA para la Copa Mundial de Fútbol de 2018 |                                  |
| 40                               | 1 de septiembre                  | Parken Stadion, Copenhague                                         | Dinamarca                        | 4 - 0                            | Polonia                          | Clasificación de UEFA para la Copa Mundial de Fútbol de 2018 |                                  |
| 41                               | 4 de septiembre                  | Estadio Nacional de Varsovia, Varsovia                             | Polonia                          | 3 - 0                            | Kazajistán                       | Clasificación de UEFA para la Copa Mundial de Fútbol de 2018 |                                  |
| 42                               | 10 de noviembre                  | Estadio Nacional de Varsovia, Varsovia                             | Polonia                          | 0 - 0                            | Uruguay                          | Amistoso                                                     |                                  |
| 2018                             |                                  |                                                                    |                                  |                                  |                                  |                                                              |                                  |
| 43                               | 23 de marzo                      | Estadio Municipal de Breslavia , Breslavia                         | Polonia                          | 0 - 1                            | Nigeria                          | Amistoso                                                     |                                  |
| 44                               | 8 de junio                       | Estadio Municipal de Poznan, Poznan                                | Polonia                          | 2 - 2                            | Chile                            | Amistoso                                                     |                                  |
| 45                               | 12 de junio                      | Estadio Nacional de Varsovia, Varsovia                             | Polonia                          | 4 - 0                            | Lituania                         | Amistoso                                                     |                                  |
| 46                               | 28 de junio                      | Volgogrado Arena, Volgogrado                                       | Japón                            | 0 - 1                            | Polonia                          | Copa Mundial de Fútbol de 2018                               |                                  |
| 47                               | 7 de septiembre                  | Estadio Renato Dall'Ara, Bolonia                                   | Italia                           | 1 - 1                            | Polonia                          | Liga A de la Liga de Naciones de la UEFA 2018-19             |                                  |
| 48                               | 11 de noviembre                  | Estadio Nacional de Varsovia, Varsovia                             | Polonia                          | 2 - 3                            | Portugal                         | Liga A de la Liga de Naciones de la UEFA 2018-19             |                                  |

## Estadísticas

### Club
Actualizado al último partido disputado el 9 de noviembre de 2024.
| Lech Poznań · Polonia                 | 1.ª           | 2004-05       | 0   | 0   | 1  | 1  | —  | —  | 1   | 1   |
| Lech Poznań · Polonia                 | Total club    | Total club    | 0   | 0   | 1  | 1  | 0  | 0  | 1   | 1   |
| Legia de Varsovia · Polonia           | 1.ª           | 2005-06       | 30  | 17  | 0  | 0  | 2  | 5  | 32  | 22  |
| Legia de Varsovia · Polonia           | 1.ª           | 2006-07       | 23  | 29  | 1  | 2  | 6  | 6  | 30  | 37  |
| Legia de Varsovia · Polonia           | Total club    | Total club    | 53  | 46  | 1  | 2  | 8  | 11 | 62  | 59  |
| Arsenal F. C. Inglaterra              | 1.ª           | 2007-08       | 3   | 2   | 5  | 8  | 0  | 0  | 8   | 10  |
| Arsenal F. C. Inglaterra              | 1.ª           | 2008-09       | 6   | 10  | 9  | 6  | 3  | 0  | 18  | 16  |
| Arsenal F. C. Inglaterra              | 1.ª           | 2009-10       | 4   | 5   | 4  | 8  | 2  | 3  | 13  | 16  |
| Arsenal F. C. Inglaterra              | 1.ª           | 2010-11       | 14  | 14  | 1  | 1  | 5  | 7  | 20  | 22  |
| Arsenal F. C. Inglaterra              | 1.ª           | 2011-12       | 0   | 0   | 5  | 7  | 1  | 1  | 6   | 8   |
| Arsenal F. C. Inglaterra              | 1.ª           | 2012-13       | 4   | 3   | 0  | 0  | 1  | 0  | 5   | 3   |
| Arsenal F. C. Inglaterra              | 1.ª           | 2013-14       | 1   | 0   | 8  | 8  | 2  | 3  | 11  | 11  |
| Arsenal F. C. Inglaterra              | Total club    | Total club    | 32  | 34  | 32 | 38 | 14 | 14 | 78  | 86  |
| Swansea City A. F. C. Inglaterra      | 1.ª           | 2014-15       | 37  | 46  | 1  | 3  | —  | —  | 38  | 49  |
| Swansea City A. F. C. Inglaterra      | 1.ª           | 2015-16       | 37  | 51  | 0  | 0  | —  | —  | 37  | 51  |
| Swansea City A. F. C. Inglaterra      | 1.ª           | 2016-17       | 37  | 69  | 0  | 0  | —  | —  | 37  | 69  |
| Swansea City A. F. C. Inglaterra      | 1.ª           | 2017-18       | 38  | 56  | 0  | 0  | —  | —  | 38  | 56  |
| Swansea City A. F. C. Inglaterra      | Total club    | Total club    | 149 | 222 | 1  | 3  | 0  | 0  | 150 | 225 |
| West Ham United F. C. Inglaterra      | 1.ª           | 2018-19       | 38  | 55  | 0  | 0  | —  | —  | 38  | 55  |
| West Ham United F. C. Inglaterra      | 1.ª           | 2019-20       | 25  | 34  | 1  | 0  | —  | —  | 26  | 34  |
| West Ham United F. C. Inglaterra      | 1.ª           | 2020-21       | 35  | 44  | 2  | 1  | —  | —  | 37  | 45  |
| West Ham United F. C. Inglaterra      | 1.ª           | 2021-22       | 37  | 50  | 0  | 0  | 1  | 0  | 38  | 50  |
| West Ham United F. C. Inglaterra      | 1.ª           | 2022-23       | 36  | 47  | 1  | 0  | 0  | 0  | 37  | 47  |
| West Ham United F. C. Inglaterra      | 1.ª           | 2023-24       | 10  | 20  | 4  | 3  | 9  | 6  | 23  | 29  |
| West Ham United F. C. Inglaterra      | 1.ª           | 2024-25       | 4   | 5   | 2  | 5  | —  | —  | 6   | 10  |
| West Ham United F. C. Inglaterra      | Total club    | Total club    | 185 | 255 | 10 | 9  | 10 | 6  | 205 | 270 |
| Total carrera                         | Total carrera | Total carrera | 416 | 557 | 45 | 53 | 32 | 31 | 493 | 641 |
| (1) Hace referencia a goles encajados |               |               |     |     |    |    |    |    |     |     |

## Palmarés

### Títulos nacionales
| Título      | Club              | Sede       | Año     |
| ----------- | ----------------- | ---------- | ------- |
| Ekstraklasa | Legia de Varsovia | Polonia    | 2005-06 |
| FA Cup      | Arsenal F. C.     | Inglaterra | 2013-14 |

### Títulos internacionales
| Título                             | Club                  | Sede  | Año     |
| ---------------------------------- | --------------------- | ----- | ------- |
| Liga Europa Conferencia de la UEFA | West Ham United F. C. | Praga | 2022-23 |